# Luvar
El luvar (Luvarus imperialis) és una espècie de peix perciforme dels subordre Acanthuroidei.
És un peix de forma el·lipsoidal de grans dimensions, que pot arribar als 2 metres de longitud.
Actualment és l'única espècie dins el gènere Luvarus i la família Luvaridae.

## Tàxons extints
- Luvarus necopinatus
- Avitoluvarus sp
- Kushlukia sp (tàxon agermanat a Luvaridae)[1]